# Ditte Hansen

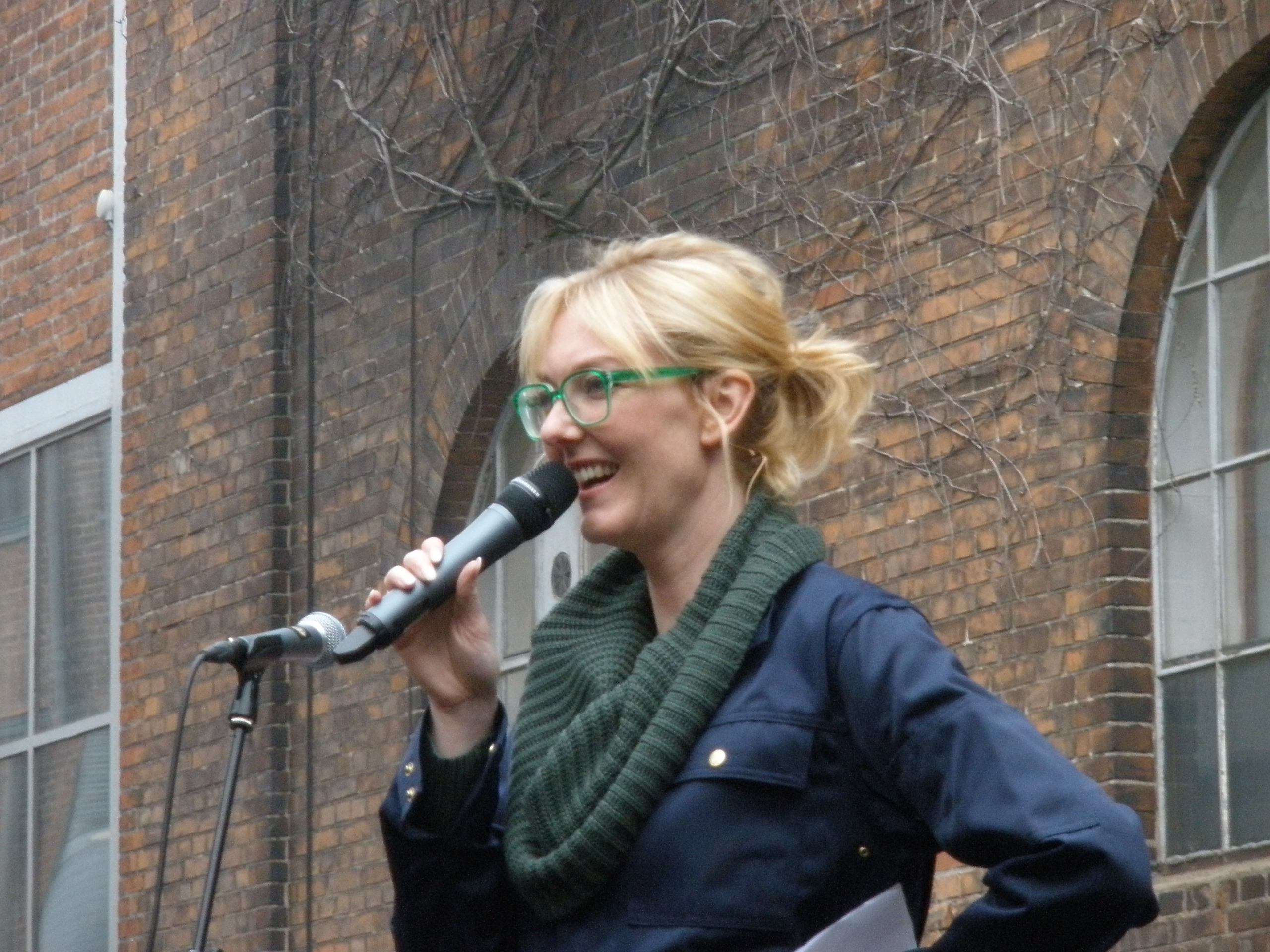
Ditte Hansen (2010)

Ditte Hansen (* 6. Dezember 1970 in Kopenhagen) ist eine dänische Schauspielerin.

## Leben
Ditte Hansen wuchs in Kopenhagen auf, wo sie bis heute lebt. Die 1,84 m großgewachsene Hansen war in ihrer Jugend bis Anfang der 1990er-Jahre als Model tätig, war in Katalogen und Männermagazinen abgebildet und wirkte in mehreren Werbespots mit.
Sie absolvierte ihre Schauspielausbildung von 1992 bis 1996 an der Schauspielschule des Odense Teater, wo sie auch ihr Bühnendebüt als Darstellerin hatte und dort anschließend bis zum Jahr 2000 als festes Ensemblemitglied engagiert war. Als Bühnendarstellerin wirkte sie in zahlreichen Theaterstücken und in Musicals mit. Seit dem Jahr 2003 wirkte Hansen als Schauspielerin vor der Kamera in bislang mehr als 40 Film-und-Fernsehproduktionen mit und wurde als Beste Hauptdarstellerin jeweils einmal mit dem Bodil und mit dem Robert ausgezeichnet. Hansen führte bei einem Spielfilm die Regie und ist auch als Drehbuchautorin für Fernsehserien tätig. Sie ist auch als Synchronsprecherin für Zeichentrickfilme aktiv, wie beispielsweise für Angry Birds – Der Film oder Mina und die Traumzauberer.
Ditte Hansen ist seit dem 26. Juni 1999 mit dem Schauspieler Benjamin Boe Rasmussen (* 1966) verheiratet, mit dem sie zwei Söhne hat.

## Filmografie (Auswahl)
- 2004: Oh Happy Day
- 2005: Vater hoch vier (Filmreihe)
- 2006: Lotto
- 2007: Bedingungslos
- 2009: Der Pakt (Fernsehserie, 15 Folgen)
- 2010: Kleine Morde unter Nachbarn (Fernsehserie)
- 2010: Vater hoch vier – Japanisch für Anfänger
- 2012: Kommissarin Lund – Das Verbrechen (Fernsehserie, 1 Folge)
- 2015–2018: Ditte & Louise (Fernsehserie)
- 2021: Try Hard
- 2022: Diorama
- 2022: Das Jahr, in dem ich zu masturbieren begann
- 2025: Eine Kopenhagener Liebesgeschichte (Sult)